# San Pedro de la Paz

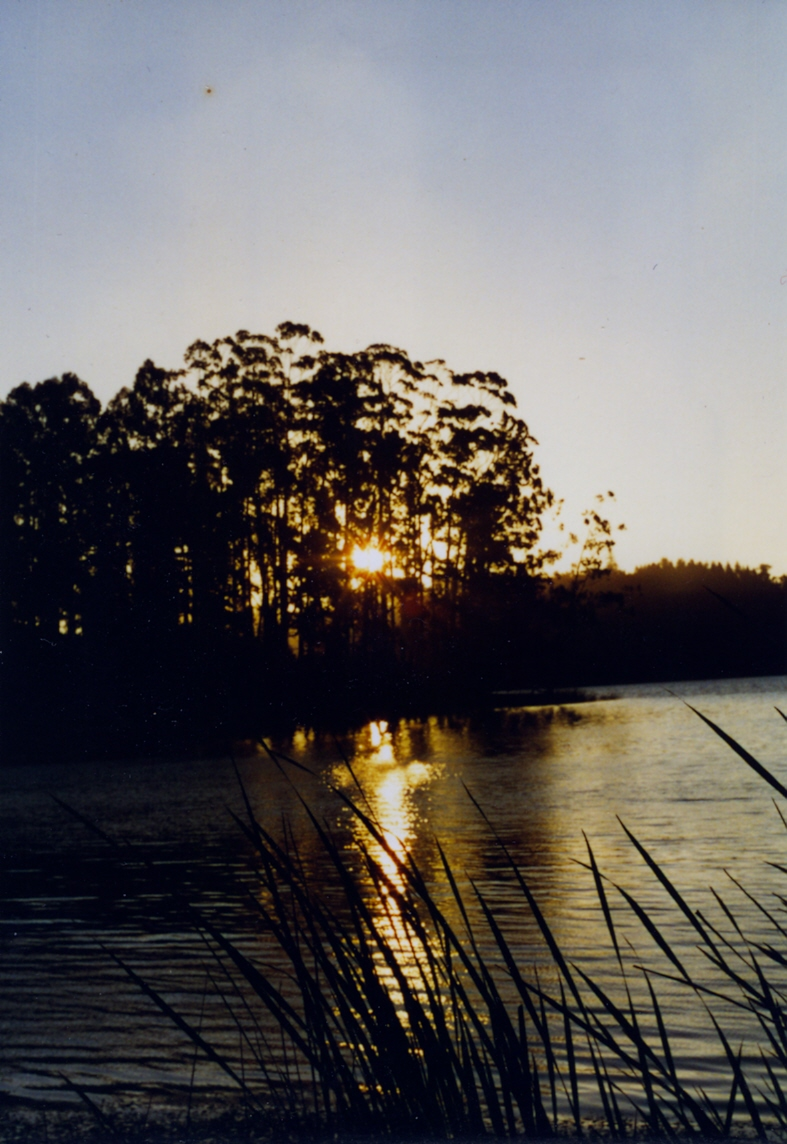
Lacuna "Grande" San Pedro

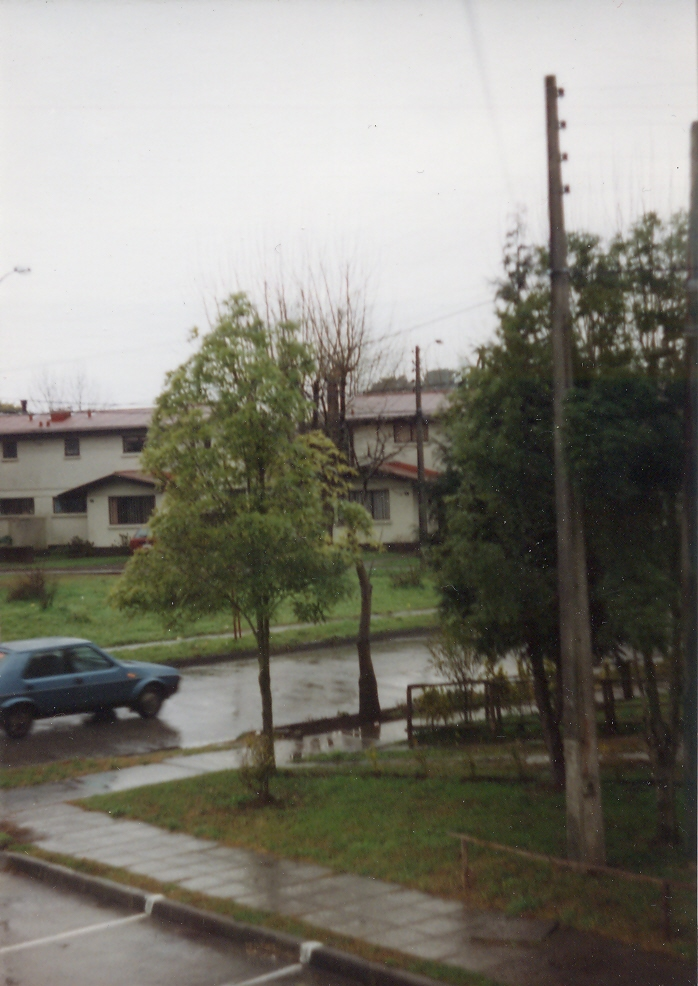
Villa San Pietro in inverno

San Pedro de la Paz (trad. it San Pietro della Pacè) è un comune del Cile nella provincia di Concepción, nella regione del Bío Bío. Fa parte della conurbazione di Gran Concepción.	

## Geografia fisica
È situata a sud e ad ovest di Rio Biobio, quasi al centro geografico del Cile continentale.
Il Comune ha una superficie di 112,5 km², un clima mediterraneo, temperato e umido, di 1330 millimetri di pioggia all'anno.
I suoi 14 km di costa e l'Oceano Pacifico, 22 miglia dalla costa nel fiume Bío-Bío, due laghi naturali e le prime colline della Cordillera de Nahuelbuta dare identità al proprio questo luogo caratterizzato da una grande bellezza naturale.
San Pedro de la Paz presenta straordinarie potenzialità per lo sviluppo economico, turistico e residenziale.

## Storia
La storia di San Pedro de la Paz risale alla fondazione della fortezza di San Pedro da parte del governatore Alonso de Ribera per l'anno 1604, per rafforzare la linea difensiva a essere istituito lungo il fiume Bío-Bío. Durante la Guerra di Arauco, tra i conquistadores spagnoli e il popolo mapuche. La sua popolazione era molto piccola e limitata a una decina di famiglie attorno alla fortezza.
Tra il 1877 e il 1890, la costruzione di un ponte ferroviario sul fiume Bío Bío, che permette il collegamento della zona del carbone (Lota y Coronel) a sud di San Pedro de la Paz con il resto del paese.
Nel 1943 apre il primo ponte stradale sul fiume Bío Bío (Ponte Bío-Bío o Ponte Vecchio), 1.648,5 metri di lunghezza. La sua costruzione è iniziata nel 1934. In quegli anni sono stati delimitati gli "Huertos Familiares" (giardini familiari), che ha fornito verdure fresche per la città di Concepción per diversi decenni. Attualmente in questo settore si erge una serie di condomini, che agisce come un settore residenziale.
Nel 1960 l'insediamento di San Pedro de la Paz aumenta notevolmente, a causa della scarsità di terreno disponibile per la costruzione di case nella città di Concepción, e per il terremoto del 1º maggio 1960. Questo porta la CORVI (Corporación de Vivienda Social o Housing Corporation), ad acquisire due grandi porzioni di terra dove costruire la "Villa San Pedro", che ora è il cuore del comune. Con la sua costruzione sono attuati in aggiunta, un certo numero di servizi, come le scuole, centri medici, centri commerciali e posti di polizia, tra gli altri.
Agli inizi degli anni settanta si ha una grande trasformazione dell'insediamento umano di San Pedro de la Paz con l'espansione nel settore settentrionale tra la lucuna "Grande" e la lacuna "Chica". Inoltre si registra un grande incremento demografico nei quartieri di Lomas Coloradas, El Recodo, Candelaria, Boca Sur e Michaihue.
Tra il 1968 e il 1974 è stato costruito un secondo ponte stradale, il "Puente Nuevo" (2.310 metri), che fu poi chiamato successivamente Giovanni Paolo II, in omaggio alla visita del Papa in quest'area nel mese di aprile 1987.

## La nascita del Comune
Con gli anni novanta San Pedro è divenuto qualcosa di più di un quartiere della città di Concepción. Così alcuni dei loro residenti hanno voluto trasformare il quartiere in comune. Il processo è iniziato il 24 novembre 1991 con la formalizzazione dell'aspirazione di diventare un Comune e avere una propria autonomia.
Nel 1992 l'intenzione si trasforma in un progetto di legge che accede al Congresso su iniziativa del Presidente Patricio Aylwin nel 1993. Infine, il 29 dicembre 1995, il governo del Presidente Eduardo Frei Ruiz-Tagle, pubblica nella Giornale Ufficiale (Diario Oficial) la legge n. 19436, che ha creato il comune di San Pedro de la Paz.
La prima delle elezioni comunali del Comune ha avuto luogo il 27 ottobre 1996. Il Consiglio è stato presieduto dal sindaco Jaime Soto Figueroa, che è stato rieletto nelle elezioni del 29 ottobre 2000 e 30 ottobre 2004.

## Popolazione
San Pedro de la Paz è uno dei comuni più popolosi dei 52 che fanno parte de la regione di Bio Bio. Secondo i risultati del censimento della popolazione e degli alloggi del 2002, il Comune ha 80.447 abitanti e 21.714 abitazioni.
In dieci anni, la popolazione è aumentata del 18,4% e le abitazioni del 36,4% (nel censimento del 1992 si erano registrati 67.817 abitanti e 15.916 case). Per la sua posizione privilegiata, San Pedro de la Paz è diventata una delle principali aree di espansione urbana della area urbana della Gran Concepción. Qui sono stati eseguiti importanti edifici pubblici e privati, progetti, che hanno significativamente aumentato la popolazione comunale.